# Tricentrus naifunpoensis
Tricentrus naifunpoensis är en insektsart som beskrevs av Kato 1930. Tricentrus naifunpoensis ingår i släktet Tricentrus och familjen hornstritar. Inga underarter finns listade i Catalogue of Life.